# Litosfera

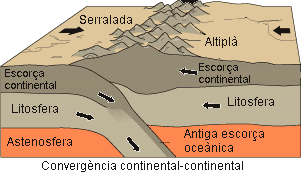
Col·lisió tectònica de dues plaques continentals.

La litosfera (del grec λίθος, "pedra" i σφαίρα, "esfera") és la capa superficial de la Terra sòlida, caracteritzada per la seva rigidesa. Està formada per l'escorça terrestre i per la zona contigua, la més externa, del mantell residual, i «flota» sobre l'astenosfera, una capa «tova» que forma part del mantell superior. És la zona on es produeix, en interacció amb l'astenosfera, la tectònica de plaques. La litosfera sol tenir un gruix aproximat de 50 a 100 km, fins a 1.000 km quan es capbussa dins l'astenosfera, i el límit extern és la superfície terrestre.
La litosfera està fragmentada en una sèrie de plaques tectòniques o litosfèriques, a les vores de les quals es concentren els fenòmens geològics endògens, com el magmatisme (inclòs el vulcanisme), la sismicitat o l'orogènesi. Les plaques poden ser oceàniques o mixtes, cobertes en part per escorça de tipus continental.

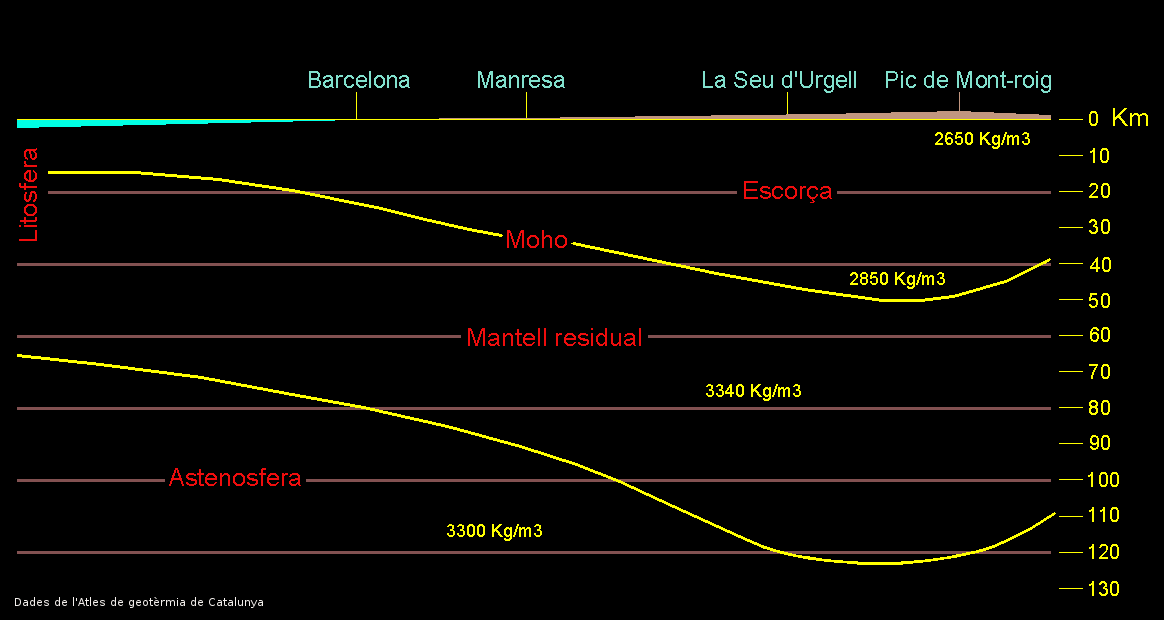
Litosfera a Catalunya en secció, des del perfil marítim fins els plecs pirinencs. Cim: Pic de Mont-roig. Variables: profunditat i densitat.

## Concepte
El concepte de litosfera, com la forta capa exterior de la Terra, va ser descrit pel matemàtic anglès A. E. H. Love en la seva monografia de 1911 "Alguns problemes de geodinàmica" i desenvolupat amb més detall pel geòleg estatunidenc Joseph Barrell, qui va escriure una sèrie d'articles sobre el concepte i va introduir el terme "litosfera". El concepte es va basar en la presència d'importants anomalies gravitacionals sobre l'escorça continental, del que va deduir que havia d'existir una capa superior forta i sòlida (a la qual va anomenar litosfera) sobre una capa més feble que podia fluir (a la qual va anomenar astenosfera). Aquestes idees van ser ampliades pel geòleg canadenc Reginald Aldworth Daly en 1940 amb la seva obra fonamental "Força i estructura de la Terra" Aquestes idees han estat àmpliament acceptades per geòlegs i geofísics. Aquests conceptes d'una litosfera forta que descansa sobre una astenosfera feble són essencials per a la teoria de la tectònica de plaques.

Plaques tectòniques de la litosfera de la Terra. Aquest pla és de 2014 i existeixen dades més actualitzades.

## Interpretació
La distinció o oposició litosfera/astenosfera es basa en les propietats reològiques, de caràcter físic, a diferència de la distinció escorça/mantell, que es basa en la composició química. Mentre el límit escorça/mantell, la discontinuïtat de Mohorovicic, és a gairebé totes les parts una interfase nítida que separa roques de diferent composició química, el límit litosfera/astenosfera correspon a una transició de fase relacionada amb certs valors crítics de pressió i temperatura que s'assoleix a una profunditat que varia amb el caràcter dels materials que estan a sobre. Així, la transició és més profunda sota els materials relativament poc densos dels continents que sota els més densos de la litosfera oceànica. L'astenosfera (del grec ἀσθενός, astenos, sense resistència) és la zona del mantell que subjau a la litosfera, de la qual es distingeix per un comportament molt més plàstic.
El mantell d'encavalcament és un moviment de les plaques on les capes noves d'un plec se situen sota les més velles quan un plec es doblega sobre si mateix. Es produeixen a la litosfera.

## Definicions pràctiques
A la pràctica no és fàcil traduir aquesta interpretació teòrica a un gruix concret. S'apliquen diferents aproximacions a 
- Litosfera tèrmica. Sota aquest concepte la litosfera constitueix la capa límit superior freda de la convecció del mantell.[12] En altres paraules la litosfera es diferencia tèrmicament de l'astenosfera per ser conductiva (i no convectiva) i per tenir un gradient geotèrmic elevat. Alguns autors proposen que el límit inferior de la litosfera es troba a la isoterma 600 °C, a causa del fet que a partir d'aquesta temperatura l'olivina comença a ser dúctil (o plàstica).[12] La transferència de calor en la litosfera es produeix per conducció de calor, a diferència de la transferència de calor per convecció en l'astenosfera. El gradient de temperatura és major en la litosfera (entre 10 i 30 °C/km) que en l'astenosfera (0,3 °C/km).[13] La transformació d'un mantell rígid en la litosfera en un mantell més deformable (dúctil) en l'astenosfera és responsable d'una disminució de la velocitat i d'una marcada atenuació de les ones sísmiques P i S al nivell de la "zona de baixa velocitat" (low velocity zone).

- Litosfera sísmica. La base de la litosfera es caracteritza per una reducció en la velocitat de propagació de les ones S i una elevada atenuació de les ones P. Aquesta definició té l'avantatge que és fàcilment detectable a través d'estudis sismològics.

- Litosfera elàstica. Des del punt de vista de la reologia, la litosfera és la capa elàstica que flota sobre l'astenosfera.[14] Gràcies al principi d'isostàsia regional o flexió litosfèrica, és possible calcular el gruix elàstic de la litosfera a partir del seu corbament sota càrregues la (des)glaciació (mesurant el reajustament postglacial) o l'erosió dels continents.[14]

Les litosferes tèrmica i sísmica tenen gruixos equivalents. En general el gruix de la litosfera elàstica és superior que les altres dos. La litosfera és la capa rocosa externa de la terra.
Segons el tipus d'escorça que la formi, distingim dos tipus:
- Litosfera continental: És la litosfera que està formada per l'escorça continental i la part externa del mantell terrestre. El gruix és d'uns 120 km La litosfera continental té un rang de gruix des d'aproximadament 40 quilòmetres a potser 280 quilòmetres;[15] la part superior d'aproximadament 30 a 50 quilòmetres de la litosfera continental típica és escorça. L'escorça continental està composta principalment per roques de composició granítica. L'escorça es distingeix del mantell superior pel canvi de composició química que té lloc en la discontinuïtat de Mohorovičić. Les parts més antigues de la litosfera continental es troben sota els cratons, i la litosfera del mantell allí és més gruixuda i menys densa del típic; la densitat relativament baixa de tals "arrels de cratons" del mantell ajuda a estabilitzar aquestes regions.[16][17] A causa de la seva densitat relativament baixa, la litosfera continental que arriba a una zona de subducció no pot subduir-se molt més allà d'uns 100 km abans de ressorgir a la superfície. Com a resultat, la litosfera continental no es recicla en les zones de subducció de la mateixa manera que es recicla la litosfera oceànica. En canvi, la litosfera continental és una característica gairebé permanent de la Terra.[18][19]

- Litosfera oceànica: Està formada per l'escorça oceànica i el mantell extern terrestre. Constitueix els fons oceànics i és més prima que la litosfera continental. El seu gruix és de 65 km i està formada en la seva majoria per roques basàltiques.

#### Litosfera oceànica
La litosfera oceànica està formada principalment per escorça màfica i mantell ultramàfica (peridotita) i és més densa que la litosfera continental. La litosfera oceànica jove, que es troba en les dorsals oceàniques, no és més gruixuda que l'escorça, però la litosfera oceànica s'engrosseix a mesura que envelleix i s'allunya de la dorsal oceànica. La litosfera oceànica més antiga sol tenir un gruix d'uns 140 quilòmetres.
Aquest engruiximent es produeix pel refredament conductiu, que converteix l'astenosfera calenta en mantell litosfèric i fa que la litosfera oceànica sigui cada vegada més gruixuda i densa amb l'edat. De fet, la litosfera oceànica és una capa límit tèrmica per a la convecció en el mantell. El gruix de la part del mantell de la litosfera oceànica pot aproximar-se com una capa límit tèrmica que s'engrosseix amb l'arrel quadrada del temps.
{\displaystyle h\,\sim \,2\,{\sqrt {\kappa t}}}
Aquí, {\displaystyle h} és el gruix de la litosfera del mantell oceànic, {\displaystyle \kappa } és la difusivitat tèrmica (aproximadament 10-6 m2/s) per a les roques de silicat, i {\displaystyle t} és l'edat de la part donada de la litosfera. L'edat sol ser igual a L/V, on L és la distància des del centre de propagació de la dorsal oceànica, i V és la velocitat de la placa litosfèrica.
La litosfera oceànica és menys densa que l'astenosfera durant unes desenes de milions d'anys, però després es torna cada vegada més densa superant l'astenosfera. Mentre que l'escorça oceànica químicament diferenciada és més lleugera que l'astenosfera, la contracció tèrmica de la litosfera del mantell la fa més densa que l'astenosfera. La inestabilitat gravitatòria de la litosfera oceànica madura fa que, en les zones de subducció, la litosfera oceànica s'enfonsi invariablement sota la litosfera dominant, que pot ser oceànica o continental. En les dorsals oceàniques es produeix constantment nova litosfera oceànica, que es recicla en el mantell en les zones de subducció. Com a resultat, la litosfera oceànica és molt més jove que la continental: la litosfera oceànica més antiga té uns 170 milions d'anys, mentre que parts de la litosfera continental tenen milers de milions d'anys.

##### Litosfera subduïda
Els estudis geofísics de principis del segle xxi postulen que grans trossos de la litosfera han estat subduïts al mantell a una profunditat de 2.900 quilòmetres aquesta prop del límit entre el nucli i el mantell, mentre que altres "floten" al mantell superior. Tot i això, altres s'endinsen en el mantell fins a 400km però romanen "adherits" a la placa continental superior, similar a l'extensió de la "tectosfera" proposada per Jordan el 1988. La litosfera en subducció es manté rígida (com demostren els terratrèmols profunds al llarg de la zona Wadati-Benioff) fins a una profunditat d'uns 600km.